# 戟叶酸模
戟叶酸模（学名：Rumex hastatus），为蓼科酸模属下的一个植物种。